# V373 Возничего
V373 Возничего (лат. V373 Aurigae) — одиночная переменная звезда в созвездии Возничего на расстоянии (вычисленном из значения параллакса) приблизительно 3954 световых лет (около 1212 парсеков) от Солнца. Видимая звёздная величина звезды — от +2,5m до +1m.

## Характеристики
V373 Возничего — красная пульсирующая переменная звезда, мирида (M) спектрального класса M9 или M9-10. Эффективная температура — около 3281 K.